# 32 до н. е.

## Події
- Остання війна Римської республіки

## Померли
- Тіт Помпоній Аттік — політичний та громадський діяч, республіканець, прихильник оптиматів, фінансист, видавець.